# Schredder-Affäre
Als Schredder-Affäre bzw. -Skandal, auch Reißwolf-Affäre, wird eine politische Affäre in Österreich bezeichnet, bei der im Mai 2019, kurz vor einem erfolgreichen Misstrauensantrag gegen die Bundesregierung Kurz I (ÖVP), fünf Festplatten von einem Mitarbeiter der Bundesregierung Kurz I unter Angabe eines falschen Namens vernichtet wurden.
Der Vorgang wurde publik und erregte großes mediales und politisches Aufsehen. Ein Ermittlungsverfahren der Wirtschafts- und Korruptionsstaatsanwaltschaft (WKStA) wurde gegen ihren Willen auf Weisung der Oberstaatsanwaltschaft Wien in allen Punkten eingestellt.

## Ablauf

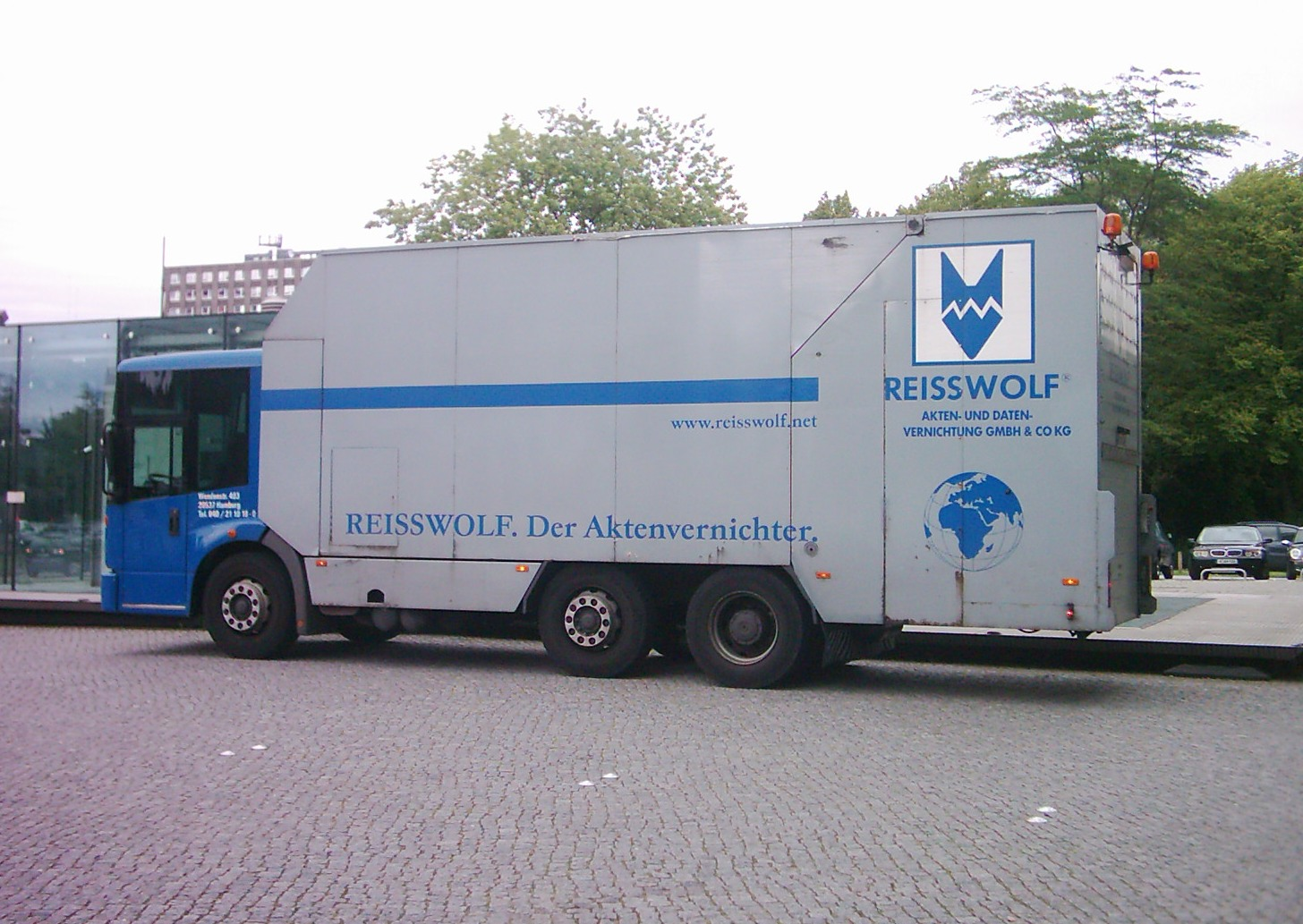
Ein LKW der Firma Reisswolf am Gelände der Firma.

Nach dem Bekanntwerden der Ibiza-Affäre am 17. Mai 2019 gab Vizekanzler Heinz-Christian Strache am nächsten Tag seinen Rücktritt bekannt, am Abend beendete Bundeskanzler Sebastian Kurz die türkis-blaue Koalition. Die Liste JETZT kündigte am 20. Mai 2019 einen Misstrauensantrag gegen den Bundeskanzler an. Am 22. Mai 2019 rief ein Mitarbeiter des Bundeskanzleramts unter dem falschen Namen „Walter Maisinger“ bei der Firma Reisswolf an, mit dem Wunsch Datenträger zu vernichten. Laut Vermerken eines Reisswolf-Mitarbeiters erschien er am Folgetag sichtlich nervös, ließ die Festplatten nicht aus den Augen und bestand darauf, die fünf Festplatten drei Mal schreddern zu lassen und die Teile wieder mitzunehmen.
Am 27. Mai 2019 brachte die SPÖ einen Misstrauensantrag gegen die Bundesregierung Kurz I im Nationalrat ein, der mit Unterstützung von FPÖ und Liste Jetzt erfolgreich war. Kurz hielt in der Folge im Wiener Springer-Schlössl, dem Sitz der Politischen Akademie der ÖVP, eine Ansprache. Diese Szenen sahen auch die Reisswolf-Mitarbeiter im Fernsehen, im Hintergrund erkannten sie dabei jenen Mann, der als „Walter Maisinger“ vorstellig geworden war. Über die von „Maisinger“ angegebene Telefonnummer sei man auf seinen richtigen Namen gekommen: Arno Melicharek. Dieser war damals Fotograf und verantwortlich für den Social-Media-Auftritt von Bundeskanzler Kurz.
Nachdem Melicharek bzw. „Maisinger“ die Rechnung von rund 76 Euro bei der Firma Reisswolf nicht bezahlt und Mahnungen ignoriert hatte, erstattete der Geschäftsführer der Firma Reisswolf Anzeige wegen Betruges. Der Geschäftsführer sei laut eigenem Bekunden an die Staatsanwältin vermittelt worden, die für die Ibiza-Affäre zuständig ist. Am 20. Juli 2019 wurde die Geschichte von der Tageszeitung Kurier unter dem Titel Operation Reißwolf veröffentlicht, zunächst war von einer Druckerfestplatte die Rede. Am 23. Juli 2019 veröffentlichte die Wochenzeitung Der Falter ein Überwachungsvideo, das „Walter Maisinger“ beim Schreddern zeigt.

## Art der Festplatten und deren Inhalt
Welche Daten auf welchen Festplatten vernichtet wurden, konnte bis dato nicht zweifelsfrei geklärt werden. Während die ÖVP wiederholt behauptet, dass es sich um fünf Druckerfestplatten handelte, die in Druckern bzw. Multifunktionsgeräten eingebaut gewesen seien, wird das von den übrigen Parlamentsparteien bestritten. Auch Journalisten verweisen darauf, dass es aufgrund der aufwändigen Zerstörung nicht plausibel sei, dass es sich lediglich um Druckerfestplatten gehandelt habe, und dass es sich womöglich um Computerfestplatten mit brisanten Dokumenten gehandelt haben könnte.
Laut Ermittlungsergebnissen des Ibiza-Untersuchungsausschusses dürfte es sich bei den geschredderten Festplatten um drei Toshiba-Druckerfestplatten mit je 320 GB Speichervolumen sowie zwei Hitachi-Laptopfestplatten mit je 500 GB gehandelt haben. Vermutet wird zudem, dass es sich bei einem der beiden letzteren um die Laptopfestplatte des damaligen Kanzleramtsministers und späteren Finanzministers Gernot Blümel handelte. Blümel hat im Zuge seiner Befragung im Untersuchungsausschuss unter Wahrheitspflicht angegeben keinen Laptop zu besitzen, obwohl ihm von Amts wegen ein HP EliteBook 840 zugeteilt wurde, das laut Aussage des SPÖ-Abgeordneten Kai Jan Krainer exakt jene Art von Festplatte verbaut hatte, die vom Kanzleramtsmitarbeiter vernichtet wurden.

## Rechtmäßigkeit
Der frühere Generaldirektor des Österreichischen Staatsarchivs Wolfgang Maderthaner ortete in der Vernichtung der Festplatten eine Verletzung des Bundesarchivgesetzes. Geschäftliche Dokumente der Regierung müssen nämlich dem Bundesarchiv übergeben werden, worauf sie versiegelt und für 25 Jahre aufbewahrt werden.
Am 26. August 2019 gab das Bundeskanzleramt bekannt, dass die Vernichtung von Festplatten durch externe Unternehmen in Hinsicht auf das Bundesarchivgesetz ein rechtskonformer Vorgang sei, der auch von der Vorgängerregierung Kern (SPÖ) durchgeführt worden sei. Ähnlich äußerte sich Bundeskanzlerin Brigitte Bierlein Ende August 2019 im Zuge einer Anfragebeantwortung. Detto bezeichnete Bundeskanzler Sebastian Kurz das Schreddern als „normales Prozedere“.
Laut einem unveröffentlichten internen Revisionsbericht sei eine externe Vernichtung allerdings nicht vorgesehen bzw. nur aufgrund einer Weisung erlaubt, die es aber nicht gab.

## Folgen
ÖVP-Generalsekretär Karl Nehammer war am 23. Juli 2019 zu Gast bei der ZIB2 bei Armin Wolf und äußerte sich zu den Vorwürfen und begründete es mit der „Angst eines Leaks seitens der vielen sozialdemokratischen Beamten im Bundeskanzleramt“. Der Dienststellenausschuss wies Unterstellungen zurück und forderte ein Eingreifen von Bundeskanzlerin Brigitte Bierlein. Diese verteidigte in einem Interview die Beamten des Kanzleramtes, alle Beamten und Mitarbeiter im Bundeskanzleramt würden hervorragende Arbeit leisten und seien unglaublich loyal.
Liste-Jetzt-Abgeordneter Peter Pilz forderte eine Sondersitzung des Nationalrates im August 2019. Der grüne Spitzenkandidat Werner Kogler sah genug Material für einen Untersuchungsausschuss, der nach der Nationalratswahl 2019 eingesetzt werden soll und neben der Schredder-Affäre auch das Ibiza-Video behandeln soll.
Im Jänner 2020 wurde der Ibiza-Untersuchungsausschuss eingesetzt, in dessen Rahmen auch die Schredder-Affäre aufgearbeitet wurde. Am 27. Jänner 2021 wurde Arno Melicharek („Walter Maisinger“) als Auskunftsperson geladen.

## Ermittlungsverfahren
JETZT-Abgeordneter Pilz zeigte Kurz und zwei Mitarbeiter im Kanzleramt in Zusammenhang mit der Schredder-Affäre an. Laut Sachverhaltsdarstellung an die Wirtschafts- und Korruptionsstaatsanwaltschaft (WKStA) könnte die Vernichtung von Datenträgern die Tatbestände Betrug, Sach- und Datenbeschädigung und Unterdrückung von Beweismitteln erfüllen.
Am 2. September 2019 erklärte die WKStA, dass nach damaligen Ermittlungsstand kein Zusammenhang zwischen der Schredder-Affäre und dem Ibiza-Video besteht, wobei die Ermittlungen jedoch noch nicht abgeschlossen waren. Aufgrund einer außergewöhnlichen Weisung ging der Fall nun von der WKStA zur Staatsanwaltschaft Wien, die zu prüfen hatte, ob die Zerstörung der Festplatten abseits der Causa Ibiza strafrechtlich relevant ist.
Am 10. Februar 2020 bestätigte die ÖVP unter Berufung auf den Anwalt des Parteimitarbeiters, dass das Verfahren in allen Punkten eingestellt wurde. Die Einstellung der Ermittlungen wurde am nächsten Tag auch von der Staatsanwaltschaft bestätigt. Laut Einstellungsbegründung wurde einerseits kein Bereicherungsvorsatz nachgewiesen und andererseits wird davon ausgegangen, dass die Berechtigten in die Vernichtung der Festplatten eingewilligt haben. Bezüglich des Verdachts der Beweismittelunterdrückung bestand keine Möglichkeit, die Daten zu rekonstruieren.
Im März 2020 wurde bekannt, dass ein Polizist, der in der Sache ermittelt hatte, 2015 ÖVP-Kandidat bei den Gemeinderatswahlen in Niederösterreich war. Laut WKStA habe er bei den Ermittlungen „problematische Handlungen“ gesetzt, so soll er das Handy des damals Beschuldigten ohne Auswertung zurückgegeben und dessen Laptop nicht sichergestellt haben. Dadurch konnte der Verdacht, darauf Hinweise auf einen möglichen Auftraggeber zu finden, nicht überprüft werden. Der Polizist wurde später von den Ermittlungen abgezogen, weil er während der Ermittlungen zur Ibiza-Affäre in SMS-Kontakt mit Heinz-Christian Strache stand, der Gegenstand der Untersuchungen war.
Im Mai 2020 wurde der Kabinettsmitarbeiter, der die Festplatten schreddern ließ, zum Referatsleiter im Kanzleramt befördert.
Im Juni 2020 wurde bekannt, dass der Leiter der Oberstaatsanwaltschaft Wien Johann Fuchs, der die Ermittlungen einstellte, die Lieferung entsprechender Akten an den Ibiza-Untersuchungsausschuss unterbinden wollte. Fuchs wird auch falsche Zeugenaussage vor dem Untersuchungsausschuss vorgeworfen.
Im März 2021 übermittelten die Abgeordneten Kai Jan Krainer (SPÖ) und Stephanie Krisper (NEOS) der Staatsanwaltschaft Wien eine Sachverhaltsdarstellung. Der Anzeige zufolge sollen zwei Mitarbeiter des Bundeskanzleramtes ein Amtshilfeersuchen der WKStA „tatsachenwidrig“ beantwortet haben. Zudem sollen auch Beweismittel unterdrückt worden sein. Infolge einer positiven Anfangsverdachtsprüfung leitete die Staatsanwaltschaft Wien neue Ermittlungen ein. Mindestens einer der beiden Mitarbeiter wird mittlerweile als Beschuldigter geführt.

## Datenvernichtung früherer Regierungen

### Bundesregierung Kern
Der frühere SPÖ-Bundeskanzler Christian Kern widersprach seinem Nachfolger Kurz, auch bei Kerns Amtsübergabe seien Datenträger vernichtet worden. Alle Unterlagen seien gesetzeskonform dem Staatsarchiv übergeben worden. Kern kündigte rechtliche Schritte an, sollte Kurz die Aussagen nicht zurücknehmen.[veraltet]
Laut einem Bericht der Kronen Zeitung vom 30. Juli 2019 wurden gemäß einer Auftragsbestätigung / Akt BKA-410.413 vom 1. Dezember 2017 auch vor der Amtsübergabe von Kern an seinen Nachfolger Kurz Festplatten durch BKA-Beamte vernichtet, es sollen sieben Druckerdatenträger zerstört worden sein. Die Rechnung belief sich auf rund 2100 Euro. Kern betonte auf Facebook, dass es von ihm dazu keinen Auftrag gegeben habe, im Zuge seiner Amtsübergabe wären über 40.000 Dokumente an das Staatsarchiv übergeben worden.

### Landesregierung Kärnten
Anfang August 2019 berichtete die Kronen-Zeitung, dass nach der Landtagswahl in Kärnten 2013 nach der Wahlniederlage der Kärntner Freiheitlichen rund 36,5 Tonnen Unterlagen sowie 18 Datenträger geschreddert worden sein sollen.